# Challenger DCNS de Cherbourg 2001
Il Challenger DCNS de Cherbourg 2001 è stato un torneo di tennis facente parte della categoria ATP Challenger Series nell'ambito dell'ATP Challenger Series 2001. Il torneo si è giocato a Cherbourg in Francia dal 26 febbraio al 4 marzo 2001 su campi in cemento indoor.

## Vincitori

### Singolare
Orlin Stanojčev ha battuto in finale  Clemens Trimmel con il punteggio di 6–4, 3–6, 7–5

### Doppio
Julian Knowle /  Lorenzo Manta hanno battuto in finale  Cédric Kauffmann /  Frédéric Niemeyer con il punteggio di 3–6, 6–4, 6–3